# Charing Cross Station (London Underground)
Denne artikel omhandler London Underground-stationen. For fjerntogsstationen, se Charing Cross Station.
Charing Cross er en London Underground-station ved Charing Cross i City of Westminster med indgange på Trafalgar Square og Strand. Stationen giver mulighed for skifte fra Bakerloo line og Northern line til National Rail-forbindelser fra Charing Cross Station. På Northern line er stationen mellem Embankment og Leicester Square Stationer på Charing Cross-grenen, og på Bakerloo line er den mellem Embankment og Piccadilly Circus Stationer. Stationen ligger i takstzone 1.
Stationen blev betjent af Jubilee line mellem 1979 og 1999, værende banens sydlige endestation i den periode.
I det meste af Underground-historien er navnet Charing Cross ikke forbundet med denne station, men med stationen, der i dag hedder Embankment.

## Historie
Stationens Northern line og Bakerloo line-dele blev oprindeligt åbnet som to separate stationer, og blev kombineret, da de nu lukkede Jubilee Line-perroner åbnede. De respektive stationer har også haft et utal af navneændringer gennem deres historie.
Den første del af komplekset, Bakerloo line-perronerne, blev åbnet som Trafalgar Square af Baker Street & Waterloo Railway (BS&WR) den 10. marts 1906.
Northern line-perronerne blev åbnet som Charing Cross af Charing Cross, Euston & Hampstead Railway (CCE&HR, nu Charing Cross-grenen af Northern line) den 22. juni 1907. Ved åbningen var denne station den sydlige endestation for CCE&HR, der kørte til to nordlige endestationer på Golders Green og Highgate (nu Archway) Stationer.
På trods af at begge linjer blev ejet og opereret af Underground Electric Railways Company of London (UERL) var der ingen direkte underjordisk forbindelse og passagerer, der ville skifte mellem banerne, skulle gennem to sæt elevatorer og op på overfladen, for at dette kunne lade sig gøre.
I et forsøg på at forbedre skifteforholdene blev CCE&HR forlænget den korte vej mod syd, under Charing Cross fjerntogsstation, for at forbindes med BS&WR og District Railway (en anden UERL-linje), der åbnede som så den 6. april 1914. Skiftestationen mellem BS&WR og District havde hidtil været kendt som Charing Cross (District) og Embankment (BS&WR). Den oprindelige CCE&HR-endestation nord for Charing Cross fjerntogsstation blev omdøbt til Charing Cross (Strand) og den nye station og BS&WR-stationen syd for fjerntogsstationen blev kaldet Charing Cross (Embankment). Disse navne varede dog kun ved i en kort periode, for den 9. maj 1915 blev Charing Cross (Strand) omdøbt til Strand, mens Charing Cross (Embankment) tog navn fra District Railway-stationen, Charing Cross. Samtidig blev den separate Strand Station på Great Northern, Piccadilly and Brompton Railway ligeledes omdøbt til Aldwych for at undgår forvirring.
Northern line-stationen, Strand, lukkede den 4. juni 1973 for at muliggøre konstruktionen af de nye Jubilee line-perroner. Disse perroner blev bygget mellem Bakerloo line- og Northern line-perronerne, sammen med den længe ventede underjordiske skiftemulighed mellem disse to baner. I forventning om den nye skiftestation, blev Charing Cross den 4. august 1974 omdøbt til Charing Cross Embankment. Jubilee line-perronerne og de renoverede Northern line-perroner åbnede den 1. maj 1979. Siden da har den kombinerede station, inklusive Trafalgar Square, båret sit nuværende navn; samtidig vendte Charing Cross Embankment tilbage til det originale BS&WR-navn, Embankment, hvilket endte 109 års association med navnet Charing Cross.

Selvom Charing Cross blev bygget som den sydlige endestation på Jubilee line, fandtes der allerede planer om at fortsætte linjen mod øst til Lewisham i det sydøstlige London. Derfor blev tunnellerne bygget længere end til stationen under Strand, helt ned til 143 Strand – næsten så langt væk linjens næste station, Aldwych, ville have ligget. Den efterfølgende byudvikling i Docklands-området i Londons East End gennem 1980'erne og 1990'erne krævede yderligere transportinfrastruktur og forlængelsens endelige linjeføring bestod af nye tunneller mod syd fra Green Park for at skaffe nye skiftemuligheder på Westminster, Waterloo og London Bridge Stationer og derfra videre til Greenwich og Stratford.
De nye tunneller afgrener sig fra de oprindelige syd for Green Park Station, og da den sidste etape af banen åbnede den 20. november 1999 med banen mellem Green Park og Waterloo Stationer, lukkede Jubilee line-perronerne på Charing Cross for rejsende. Rulletrapperne ned til de lukkede perroner kan dog stadig ses gennem lukkede døre for neden af rulletrapperne fra billethallen.

## Udsmykning
Et 100 m langt vægmaleri langs Northern line-perronerne blev designet af David Gentleman. Det viser scener fra konstruktion af det oprindelige Charing Cross, et mindesmærke om Eleonora af Kastilien, Edvard 1.'s kone.

## De tidligere Jubilee line-perroner
Selvom Jubilee line-perronerne på Charing Cross Station er lukket for offentligheden, er disse bevaret af Transport for London til brug for film- og fjernsynsproducenter, der har brug for en moderne Underground-station som location. Mens de stadig var åbne, blev de benyttet i 1987-filmen Den fjerde protokol, og efter lukningen er de benyttet i utallige produktioner, heriblandt diverse episoder af tv-serien Spooks, filmene Creep (2004), 28 Weeks Later (2007) og The Deaths of Ian Stone (2007), Skyfall (Bond 23, som Temple Station) (2011/2012), samt musikvideoen til Alex Parks' single "Cry".
I 2006 blev det foreslået at en forlængelse af Docklands Light Railway fra Bank Station kunne overtage disse perroner. Det ville åbnes mellemliggende stationer ved Aldwych og City Thameslink, hvilket ville afspejle den planlagte rute for den gamle Fleet Line.
I 2010 blev perronernes forhal benyttet til London Underground's licenserede gøglerauditions.
Jubilee line-sporene bliver stadig benyttet af Jubilee line-tog som sidespor for at vende tog fra syd til nord; for at dette kan lade sig gøre ender og tømmes sydgående tog på Green Park Station og kører tomme til Charing Cross-perronerne. Tunnellerne er forlænget længere end perronerne ind i "Overrun'et". Hvert "overrun" har kapacitet til at stable to yderligere togsæt hver..

## Transportforbindelser
London buslinjer 6, 9, 11, 13, 15, 23, 87, 91, 139, 176, 388 og natlinjer N9, N11, N13, N15, N21, N26, N44, N47, N89, N91, N343, N550 og N551 betjener alle stationen og dens omgivelser.

## Interessante steder i nærheden
- Trafalgar Square
- National Gallery og National Portrait Gallery
- South Africa House
- Canada House
- St Martin-in-the-Fields
- Nelson's Column
- Admiralty Arch
- Savoy Hotel
- The Mall
- Whitehall
- Covent Garden